# Ron Bertelingschaal
Ron Bertelingschaal ist ein Eishockeywettbewerb des niederländischen Eishockeyverbands IJshockey Nederland, der seit 2007 ausgetragen wird. Dabei spielen der Meister der Vorsaison gegen den Pokalsieger der Vorsaison (Supercup) – falls diese identisch waren, qualifiziert sich der Pokalfinalist. Der Wettbewerb wird in der Regel in einem Spiel ausgetragen, welches als Saisoneröffnung dient.
Der Wettbewerb ist nach Ron Berteling benannt, dem mit 213 Spielen Rekordspieler der niederländischen Eishockeynationalmannschaft.

## Austragungen
| Datum                        | Sieger                          | Gegner                             | Ergebnis                                              | Ort                |
| ---------------------------- | ------------------------------- | ---------------------------------- | ----------------------------------------------------- | ------------------ |
| 29. Sep. 2007                | Destil Trappers Tilburg (M)     | Amstel Tijgers Amsterdam (P)       | 05:4 n. V. (0:2, 3:2, 2:0)                            | Amsterdam          |
| 4. Okt. 2008                 | Destil Trappers Tilburg (M) (P) | Vadeko Flyers Heerenveen (F)       | 09:1 n. V. (2:0, 7:1, 0:0)                            | Heerenveen         |
| 18. Sep. 2009                | HYS The Hague (M)               | Romijnders Devils Nijmegen (P)     | 06:5 n. V. (1:1, 4:3, 1:1)                            | Nijmegen           |
| 19. Sep. 2010                | Romijnders Devils Nijmegen (M)  | Ruijters Eaters Geleen (P)         | 08:5 n. V. (3:2, 3:2, 2:1)                            | Geleen             |
| 25. Sep. 2011                | Destil Trappers Tilburg (P)     | HYS The Hague (M)                  | 06:4 n. V. (0:1, 3:2, 3:1)                            | Tilburg            |
| 30. Sep. 2012                | HYS The Hague (P)               | Ruijters Eaters Geleen (M)         | 03:2 n. V. (1:1, 1:0, 0:1)                            | Den Haag           |
| 29. Sep. 2013                | HYS The Hague (M)               | Destil Trappers Tilburg (P)        | 03:2 n. V. (0:0, 2:1, 1:1)                            | Tilburg            |
| 4. Okt. 2014 5. Okt. 2014    | Destil Trappers Tilburg (M) (P) | Unis Flyers Heerenveen (F)         | 04:2 n. V. (0:0, 3:1, 1:1) 03:2 n. V. (1:1, 1:0, 1:1) | Heerenveen Tilburg |
| 18. Sep. 2015 20. Sept. 2015 | Destil Trappers Tilburg (M) (P) | Unis Flyers Heerenveen (F)         | 12:1 n. V. (3:0, 2:0, 7:1) 08:2 n. V. (1:1, 3:0, 4:1) | Leeuwarden Tilburg |
| 25. Sep. 2016                | Laco Eaters Geleen (F)          | Unis Flyers Heerenveen (M) (P)     | 04:3 n. V. (1:1, 2:1, 1:1)                            | Geleen             |
| 24. Sep. 2017                | Laco Eaters Geleen (F)          | Unis Flyers Heerenveen (M) (P)     | 04:3 n. V. (2:0, 0:2, 1:1, 1:0)                       | Geleen             |
| 22. Sep. 2018                | Unis Flyers Heerenveen (F)      | CAIROX Hijs Hokij Den Haag (M) (P) | 03:1 n. V. (2:0, 1:1, 0:0)                            | Heerenveen         |
| 21. Sep. 2019                | CAIROX Hijs Hokij Den Haag (F)  | Select 4-U Devils Nijmegen (M) (P) | 04:3 n. V. (0:0, 1:2, 2:1, 1:0)                       | Den Haag           |

## Statistik
|                          | Sieger | Verlierer |
| ------------------------ | ------ | --------- |
| Tilburg Trappers         | 5      | 1         |
| Hijs Hokij Den Haag      | 4      | 2         |
| Eaters Geleen            | 2      | 2         |
| Unis Flyers Heerenveen   | 1      | 5         |
| Nijmegen Devils          | 1      | 2         |
| Amstel Tijgers Amsterdam | –      | 1         |